# Мануйлов, Виктор Андроникович
Ви́ктор Андроникович Ману́йлов (1903—1987) — советский литературовед, поэт. мемуарист и сценарист. Профессор, доктор филологических наук. Широко известен прежде всего как пушкинист и лермонтовед. Его 23-летний труд учёного-исследователя творчества М. Ю. Лермонтова завершился в 1981 году изданием «Лермонтовской энциклопедии».

## Биография
Родился 22 августа (4 сентября) 1903 года в Новочеркасске в семье врача.
Обучался в частной гимназии Новочеркасска, где особое внимание уделялось литературе, истории, иностранным языкам.
Окончив в 1920 году среднюю школу, поступил преподавателем литературы и языка на Военные командные курсы в Новочеркасске.
В феврале 1922 года был переведен по военной службе в Баку, а в 1923 году перешёл в политотдел Каспийского военного флота в качестве преподавателя школы повышенного типа для моряков «Красная звезда». Одновременно учился в Баку на историко-филологическом факультете Азербайджанского университета в Баку. В университете он слушал лекции и посещал семинары Вячеслава Иванова, с которым у него установились близкие и доверительные отношения, М. О. Макковельского, Л. А. Ишкова и других.
Успешно защитив дипломное сочинение о поэме Пушкина «Граф Нулин» и демобилизовавшись из Каспийского военного флота, осенью 1927 года Мануйлов переехал в Ленинград. Здесь он знакомится с Анной Ахматовой, которая рекомендовала его в качестве помощника П. Е. Щёголеву, известному литературоведу и историку революционного движения в России. В 1928 году Щёголев привлёк Мануйлова к подготовка Полного собрания сочинений Пушкина в шести томах, который стал секретарём редакции и занимался не только организационной, но и текстологической работой.
С 1931 по 1933 годы Виктор Мануйлов работал главным библиотекарем библиотеки Ленинградского университета, продолжая занятия по изучению наследия Пушкина и Лермонтова. В 1934 году под руководством Б. М. Эйхенбаума участвовал в подготовке для издательства «Academia» пятитомного издания сочинений Лермонтова. Будучи одним из руководителей Пушкинского общества, в 1936 году Мануйлов участвовал в подготовке издания к столетию со дня смерти Пушкина.
В годы Великой Отечественной войны Мануйлов был уполномоченным Президиума Академии наук СССР по Институту русской литературы (Пушкинский Дом) АН СССР и остался в осаждённом городе. Здесь же в декабре 1945 года он защитил кандидатскую диссертацию на тему «Жизнь и творчество Лермонтова. Детство и отрочество».
С 1958 года Мануйлов — член Пушкинской комиссии АН СССР. Параллельно с научно-исследовательской работой он читал курсы в Ленинградском педагогическом институте им. А. И. Герцена (1943—1944), в Ленинградском библиотечном институте им. Н. К. Крупской (1948—1957) и Ленинградском университете (1951—1977). Среди учеников Мануйлова, в частности, продолжившая его лермонтоведческие штудии Ольга Миллер. В Ленинградском университете Мануйловым была защищена докторская диссертация по совокупности работ о жизни и творчестве М. Ю. Лермонтова (1967).
Несмотря на то, что всю жизнь писал стихи, долгое время не публиковал их. Единственная книга «Стихи разных лет» с предисловием Михаила Дудина вышла к 80-летию Виктора Андрониковича. Стихи Мануйлова — богатообразные, метафоричные и мелодичные. К сожалению, как поэт известен немногим.
Умер 1 марта 1987 года. Похоронен на Комаровском кладбище.

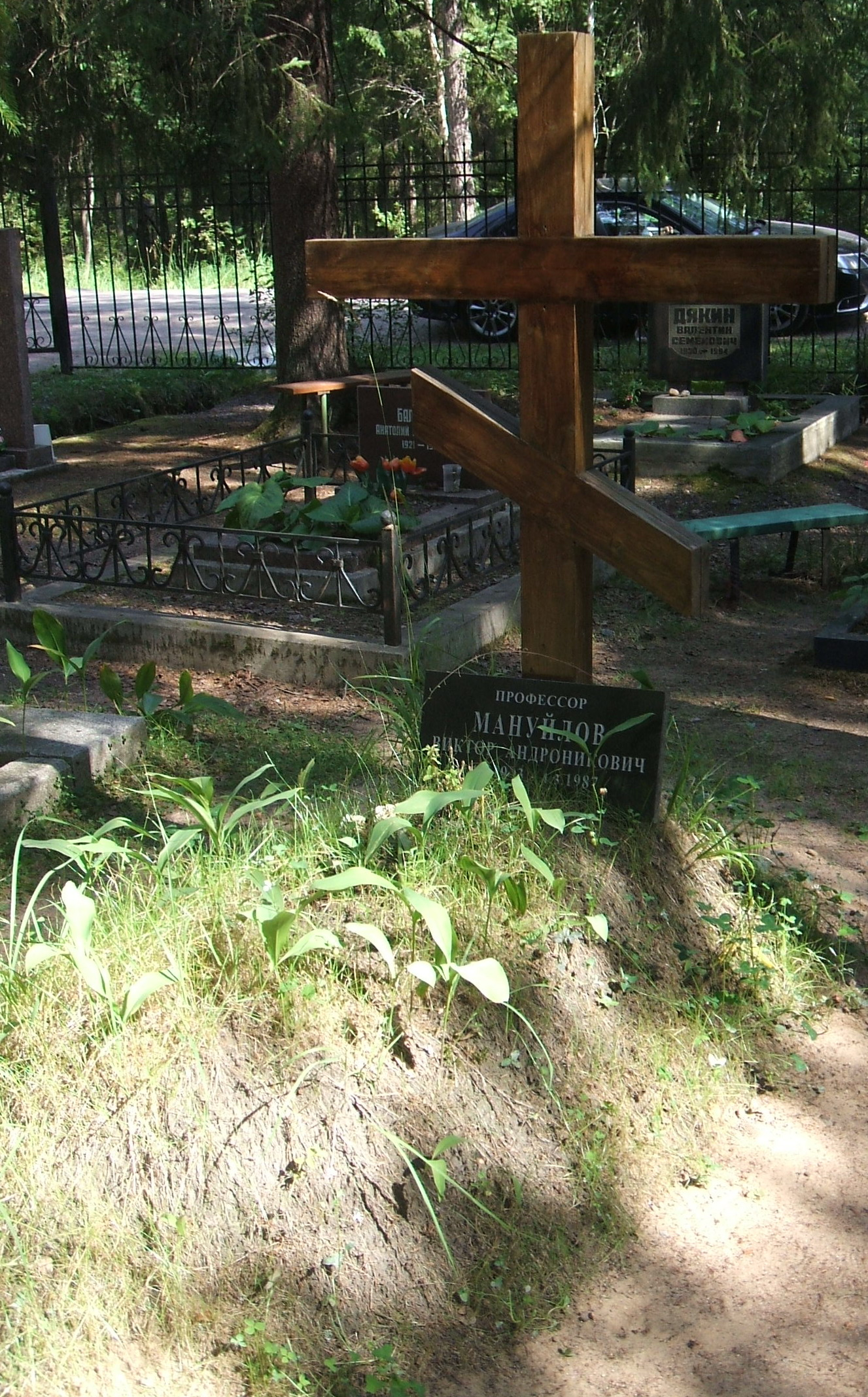
Могила на Комаровском кладбище

## Интересные факты
Обучаясь в Бакинском университете, ректором которого в начале 1920-х годов был знаменитый профессор Сергей Николаевич Давиденков (у которого было страстное увлечение хиромантией), Виктор Мануйлов тоже заинтересовался этой системой предсказаний и посещал семинары Давиденкова по психологии, интересуясь, в основном, вопросами мистицизма и фатальности.
Переводчица Галина Усова в книге "Келломяки, колокольная гора" вспоминает: "Как-то на выступлении в Союзе писателей Мануйлов сказал, что он вообще-то из русских поэтов больше всего любит Пушкина, а не Лермонтова. Но он очень рано понял, что для детального изучения творчества Пушкина не хватит человеческой жизни, а потому задумал создать Лермонтовскую энциклопедию, а не Пушкинскую. Лермонтовым написано гораздо меньше, и можно за одну жизнь завершить эту работу. Что Мануйлов и сделал".

## Награды
- орден «Знак Почёта» (17.05.1944)